# Деніел Шарман
Деніел Ендрю Шарман (нар. 25 квітня 1986) — англійський актор, відомий своїми ролями Айзека Лахі в телесеріалі «Вовченя» (2012—2014), Каліба Вестпелла / Кола Мікаельсона в «Первородні» (2014—2015), Троя Отто в Бійтеся ходячих мерців" (2017), Лоренцо Медічі у «Величні Медічі» (2018) та «Чернеця, що плаче» у «Проклятому» (2020). Деніел також знявся у фільмі «Війна Богів: Безсмертні» (2011).

## Раннє життя та освіта
Деніел Шарман народився і виріс у Гекні, Лондон. У дев'ять років Деніел спробував себе як актор, коли пройшов прослуховування в Королівському Шекспірівському театрі та був обраний із сотень інших дітей. «Я просто обожнював це», — сказав він про свою авантюру в драматичному мистецтві. «Між Макбетом і Генріхом VI з усіма обладунками, кров'ю і всім іншим, це було просто фантастично, як у дитинстві… .» Шарман залишився в Королівському Шекспірівському театрі для двох вистав: «Парк» у 1995 році (9 років) і «Макбет» у 1996 році (10 років).
Деніел Шарман відвідував школу Мілл-Хілл, а також художню освітню школу (ArtsEd) у Лондоні. У шкільні роки він грав у виставі «Kvetch», яка потрапила на Единбурзький фестиваль Fringe. У 2002 році у віці 16 років він також зіграв у гастрольній виставі «Хлопчик Вінслоу».
З 2004 по 2007 рік Шарман навчався в Лондонській академії музичного та драматичного мистецтва, отримавши ступінь бакалавра акторської майстерності та закінчивши її з відзнакою. Після цього він грав у багатьох театральних постановках Лондона та Європи.

## Кар'єра
Перша повнометражна роль Шармана була в незалежному фільмі «Останні дні Едгара Гардінга», де він зіграв музиканта. 2010 року його взяли на роль Ареса, грецького бога війни, у фільмі фентезі «Війна Богів: Безсмертні» з Міккі Рурком, Келланом Лутцем та Генрі Кавіллом серед інших; Фільм вийшов у прокат 2011 року, а сам артист зізнався, що йому було досить складно демонструвати акторську майстерність: «Мені було дуже важко зніматися в кіно», — зізнається Деніел про свої перші виступи на екрані. «Мені це здалося дуже дивним і неприродним. Тоді я став одержимим спробами зробити це правильно. Я дуже конкурентоспроможний.» Також Шарман знявся у фільмі жахів «Колекціонер 2», який вийшов на екрани в листопаді 2012 року.
Телевізійні роботи Шармана включають ролі в «Суддя Джон Дід», «Інспектор Льюїс» та телевізійних фільмах «Початок кінця» та «Коли кличе серце». Починаючи з 2012 року, Шарман відігравав велику повторювану роль перевертня Айзека Лахі в містико-драматичному серіалі MTV «Вовченя». У березні 2014 року, після фіналу 3 сезону, було оголошено, що Шарман покине серіал, оскільки хоче дослідити інші можливості.

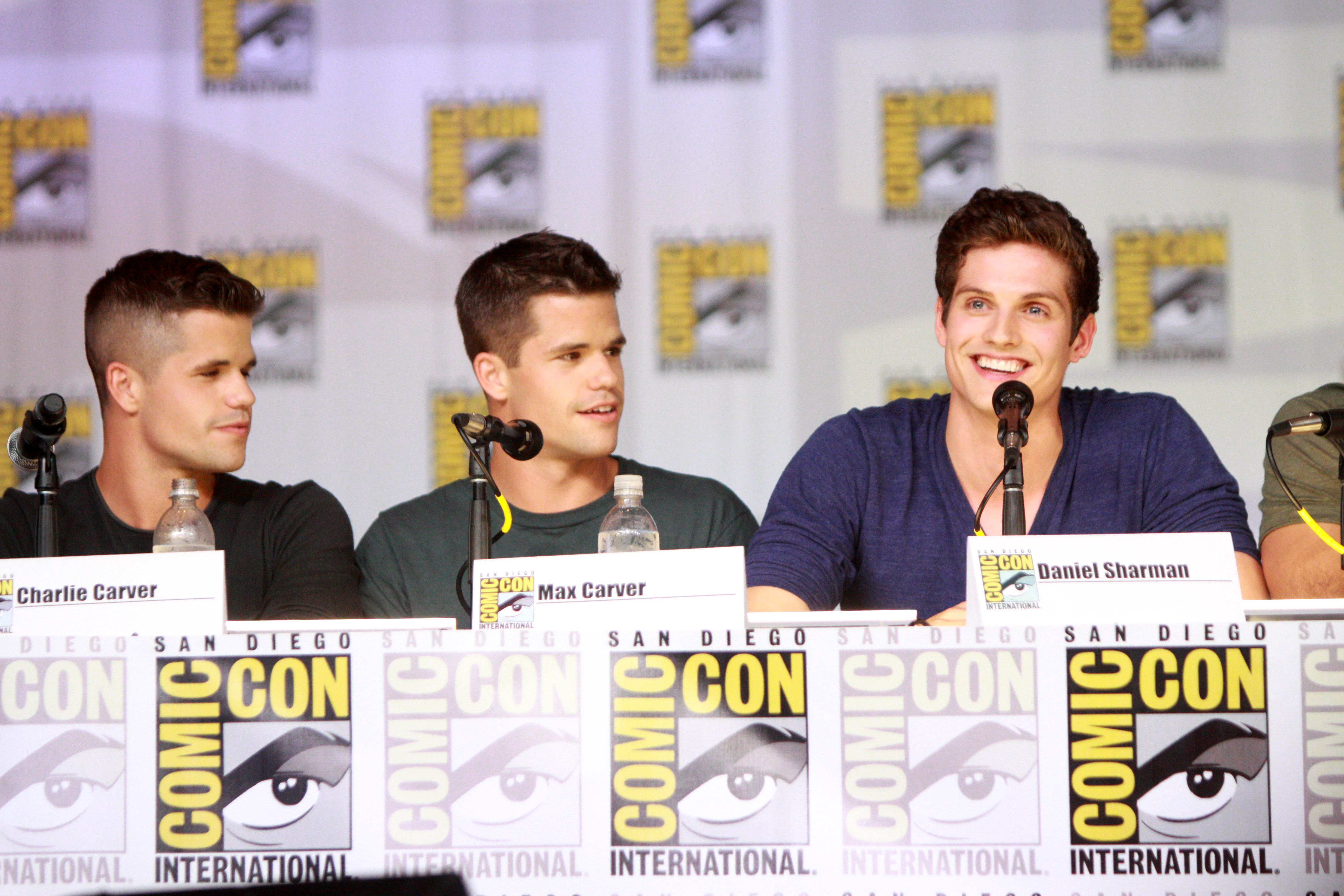
Чарлі Карвер, Макс Карвер і Деніел Шарман, 2013.

У травні 2014 року Деніел приєднався до «Первородні», граючи персонажа Каліба Вестпелла. У березні 2015 року було підтверджено, що Шарман отримав головну роль у пілотній медичній драмі CBS LFE разом з актрисою Меліссою Лео . Однак цю версію врешті-решт не було підхоплено мережею. 2017 року він приєднався до акторського складу серіалу AMC «Бійтеся ходячих мерців» як постійний учасник серіалу в ролі Троя Отто. Прем'єра третього сезону серіалу відбулася 5 червня того ж року.
10 серпня 2017 року повідомлялося, що Шарман був обраний на головну роль серіалу «Величні Медічі». Деніел грає роль Лоренцо Медічі.
На екрани телесеріал вийшов 18 жовтня 2016 року в Італії під назвою «Медічі: Повелителі Флоренції». Наступні два сезони, прем'єра яких відбулася 23 жовтня 2018 та 2 грудня 2019 відповідно, вийшли під назвою «Величні Медічі».
У березні 2019 року Шарман приєднався до «Проклятих», телевізійного серіалу Netflix, заснованого на переосмисленні легенди про Артура .

## Інша робота та інтереси
Шарман читав версію аудіокниги роману для молоді Кассандри Клер «Механічна Принцеса», третьої й останньої частини її трилогії «Диявольські пристрої». У 2015 році він приєднався до Вільямстаунського театрального фестивалю для вистави «Off the Main Road» з Кірою Седжвік, серед інших.

## Фільмографія

### Фільми
| рік      | Назва                                         | Роль        | Примітки                           |
| -------- | --------------------------------------------- | ----------- | ---------------------------------- |
| 2010 рік | Останні дні Едгара Гардінга                   | Гаррі       |                                    |
| 2011 рік | Сексуальне Темне Середньовіччя                | Ульрік      | Короткий фільм                     |
| 2011 рік | Війна Богів: Безсмертні                       | Арес        | Фентезійний бойовик                |
| 2012 рік | Колекціонер 2                                 | Basil       | Фільм жахів                        |
| 2015 рік | Дрон                                          | Метт Кольєр | Короткий фільм                     |
| 2015 рік | The Juilliard of Broken Dreams                | Джеффрі     | Короткий фільм; також співпродюсер |
| 2016 рік | Незабаром ви зникнете і, можливо, вас з'їдять | Джейсон     | Короткий фільм; також співпродюсер |
| 2016 рік | Альбіон. Нескінченна історія                  | Лір         |                                    |
| 2017 рік | Simularity                                    |             | Продюсер                           |
| TBA      | Доброго ранку, це копи                        | Майкл       | Зйомки                             |

### Телебачення
| рік            | Назва                    | Роль                            | Примітки                           | Ref. |
| -------------- | ------------------------ | ------------------------------- | ---------------------------------- | ---- |
| 2003 рік       | Суддя Джон Дід           | Енді Доббс                      | Епізод: «Судовий перегляд»         |      |
| 2007 рік       | Початок кінця            | Олександр Дьюхерст              | Телевізійний фільм                 |      |
| 2009 рік       | Інспектор Льюїс          | Річард Скотт                    | Епізод: «Якість милосердя»         |      |
| 2011 рік       | Дев'ять життів Хлої Кінг | Зейн                            | 2 епізоди                          |      |
| 2012–2014 роки | Вовченя                  | Айзек Лахі                      | Повторювана роль (2-3 сезони)      |      |
| 2013 рік       | Коли кличе серце         | Едвард Монклер                  | Телевізійний фільм                 |      |
| 2014–2015 роки | Первородні               | Каліб Вестпелл / Кол Мікаельсон | Повторювана роль (сезон 2)         |      |
| 2015 рік       | LFE                      | Джо                             | Невийшов в ефір телевізійний пілот |      |
| 2017 рік       | Вулиця Милосердя         | Лорд Едвард                     | 2 епізоди                          |      |
| 2017 рік       | Бійтеся ходячих мерців   | Трой Отто                       | Головна роль (3 сезон)             |      |
| 2018–2019 роки | Величні Медічі           | Лоренцо Медічі                  | Головна роль (2-3 сезони)          |      |
| 2020 рік       | Проклятий                | Чернець, що плаче / Ланцелот    | Головна роль                       |      |

### Музичні кліпи
| рік      | Назва         | Виконавець(и)                           | Роль | Ref.   |
| -------- | ------------- | --------------------------------------- | ---- | ------ |
| 2016 рік | «Де кохання?» | The Black Eyed Peas за участю The World | себе | [ 17 ] |

## Нагороди та номінації
| рік      | Нагорода       | Категорія                         | Робота | Результат |
| -------- | -------------- | --------------------------------- | ------ | --------- |
| 2015 рік | FilmQuest, США | Найкращий актор — короткометражка | Дрон   | Номінація |